# امبوهیجاناری
امبوهیجاناری (به لاتین: Ambohijanahary) یک سکونتگاه مسکونی در ماداگاسکار است که در آلائوترا-مانگورو واقع شده‌است.

## خصوصیات
امبوهیجاناری ۲۸٬۰۰۰ نفر جمعیت دارد و ۷۷۲ متر بالاتر از سطح دریا واقع شده‌است.